# Francesco II Giuseppe di Lorena
Francesco II Antonio Giuseppe di Lorena (Innsbruck, 8 dicembre 1689 – Lunéville, 25 luglio 1715) è stato un nobile e abate tedesco.

## Biografia
Figlio del duca Carlo V di Lorena e di sua moglie Eleonora Maria Giuseppina d'Austria, Francesco Antonio Giuseppe era fratello del duca Leopoldo di Lorena e quindi zio del futuro imperatore Francesco I del Sacro Romano Impero.
Avviato giovanissimo alla carriera ecclesiastica come ultrogenito, nel 1704 venne proclamato principe-abate dei monasteri di Stablo e Malmedy. Suo fratello Carlo Giuseppe, nel 1711, lo chiamò tempestivamente a Olomouc, prendendolo come proprio vescovo coadiutore nella diocesi, nella speranza che potesse un giorno succedergli ma morì nel 1715.

## Ascendenza
|                                 |                         |                           | Genitori                  |  |  | Nonni |  |  | Bisnonni               |  |  | Trisnonni           |  |
|                                 |                         |                           |                           |  |  |       |  |  | Francesco II di Lorena |  |  | Carlo III di Lorena |  |
|                                 |                         |                           |                           |  |  |       |  |  | Francesco II di Lorena |  |  | Carlo III di Lorena |  |
|                                 |                         | Claudia di Valois         |                           |  |  |       |  |  | Francesco II di Lorena |  |  |                     |  |
| Nicola II di Lorena             |                         |                           |                           |  |  |       |  |  | Francesco II di Lorena |  |  |                     |  |
|                                 |                         | Cristina di Salm          | Paolo di Salm             |  |  |       |  |  |                        |  |  |                     |  |
|                                 |                         | Cristina di Salm          | Paolo di Salm             |  |  |       |  |  |                        |  |  |                     |  |
|                                 |                         | Cristina di Salm          | Maria Le Veneur           |  |  |       |  |  |                        |  |  |                     |  |
| Carlo V di Lorena               |                         | Cristina di Salm          |                           |  |  |       |  |  |                        |  |  |                     |  |
|                                 |                         | Enrico II di Lorena       | Carlo III di Lorena       |  |  |       |  |  |                        |  |  |                     |  |
|                                 |                         | Enrico II di Lorena       | Carlo III di Lorena       |  |  |       |  |  |                        |  |  |                     |  |
|                                 |                         | Enrico II di Lorena       | Claudia di Valois         |  |  |       |  |  |                        |  |  |                     |  |
| Claudia di Lorena               |                         | Enrico II di Lorena       |                           |  |  |       |  |  |                        |  |  |                     |  |
|                                 |                         | Margherita Gonzaga        | Vincenzo I Gonzaga        |  |  |       |  |  |                        |  |  |                     |  |
|                                 |                         | Margherita Gonzaga        | Vincenzo I Gonzaga        |  |  |       |  |  |                        |  |  |                     |  |
|                                 |                         | Margherita Gonzaga        | Eleonora de' Medici       |  |  |       |  |  |                        |  |  |                     |  |
| Francesco II Giuseppe di Lorena |                         | Margherita Gonzaga        |                           |  |  |       |  |  |                        |  |  |                     |  |
|                                 | Ferdinando II d'Asburgo | Carlo II d'Austria        |                           |  |  |       |  |  |                        |  |  |                     |  |
|                                 | Ferdinando II d'Asburgo | Carlo II d'Austria        |                           |  |  |       |  |  |                        |  |  |                     |  |
|                                 | Ferdinando II d'Asburgo | Maria Anna di Wittelsbach |                           |  |  |       |  |  |                        |  |  |                     |  |
| Ferdinando III d'Asburgo        | Ferdinando II d'Asburgo |                           |                           |  |  |       |  |  |                        |  |  |                     |  |
|                                 |                         | Maria Anna di Baviera     | Guglielmo V di Baviera    |  |  |       |  |  |                        |  |  |                     |  |
|                                 |                         | Maria Anna di Baviera     | Guglielmo V di Baviera    |  |  |       |  |  |                        |  |  |                     |  |
|                                 |                         | Maria Anna di Baviera     | Renata di Lorena          |  |  |       |  |  |                        |  |  |                     |  |
| Eleonora d'Austria              |                         | Maria Anna di Baviera     |                           |  |  |       |  |  |                        |  |  |                     |  |
|                                 |                         | Carlo di Gonzaga-Nevers   | Carlo I di Gonzaga-Nevers |  |  |       |  |  |                        |  |  |                     |  |
|                                 |                         | Carlo di Gonzaga-Nevers   | Carlo I di Gonzaga-Nevers |  |  |       |  |  |                        |  |  |                     |  |
|                                 |                         | Carlo di Gonzaga-Nevers   | Caterina di Lorena        |  |  |       |  |  |                        |  |  |                     |  |
| Eleonora Gonzaga-Nevers         |                         | Carlo di Gonzaga-Nevers   |                           |  |  |       |  |  |                        |  |  |                     |  |
|                                 |                         | Maria Gonzaga             | Francesco IV Gonzaga      |  |  |       |  |  |                        |  |  |                     |  |
|                                 |                         | Maria Gonzaga             | Francesco IV Gonzaga      |  |  |       |  |  |                        |  |  |                     |  |
|                                 |                         | Maria Gonzaga             | Margherita di Savoia      |  |  |       |  |  |                        |  |  |                     |  |
|                                 |                         | Maria Gonzaga             |                           |  |  |       |  |  |                        |  |  |                     |  |

## Stemma
| Image | Stemma |
| ----- | --- |
| \| \| | Francesco II Giuseppe di Lorena Principe del ducato di Lorena, Abate di Malmedy e Stablo Stemma dei duchi di Lorena. Lo scudo, accollato ad un pastorale velato in oro, posto in palo, è timbrato da un cappello con cordoni e nappe di nero. Le nappe, in numero di dodici, sono disposte sei per parte, in tre ordini di 1, 2, 3. Dietro allo scudo sono presenti le insegne da principe del Sacro Romano Impero. |
|       | |

| Controllo di autorità | VIAF (EN) 192038079 · CERL cnp01169489 · GND (DE) 137674465 |